# Cayman Islands Flag Football Association
Cayman Islands Flag Football Association (CIFFA) ist die Dachorganisation für Flag Football auf den Cayman Islands. Sie wurde 2001 gegründet und ist Mitglied des Kontinentalverbandes für Flag und American Football, IFAF Americas, und damit auch des Weltverbandes International Federation of American Football (IFAF). Die Organisation veranstaltet die jährlichen Ligen und andere Veranstaltungen. Der Verband hat über 400 Mitglieder.